# Rhauderfehn
Rhauderfehn é um município da Alemanha localizado no distrito de Leer, estado de Baixa Saxônia.